# Св. св. Симеон Стълпник и Симеон Богоприимец
„Свети Симеон Стълпник“ (на гръцки: Ιερό Παρεκκλήσιο Ἁγίων Συμεών τοῦ Στυλίτου καί Θεοδόχου) е възрожденска православна църква в източномакедонския град Сяр (Серес), Егейска Македония, Гърция, част от Сярската и Нигритска епархия на Вселенската патриаршия.

## История
Храмът е разположен на главната улица „Леонидас Папапавлу“ в северния край на града. Издигнат е в 1835 година, като ктитори са Хаджи Апостолис и Хаджи Кириаки Катирдзоглу. В храма се пази икона на Света Богородица от 1782 година. Всички останали оригинални ценности на храма са пренесени в Музея на Сярската митрополия.